# Cardioglicosídeo

(em inglês) Diagrama representando estrutura geral de um cardioglicosídio. À direita, há ligação, por intermédio de um heteroátomo de oxigênio, de um açúcar ao Núcleo Aglicona Esteroide (aneis A, B, C e D)

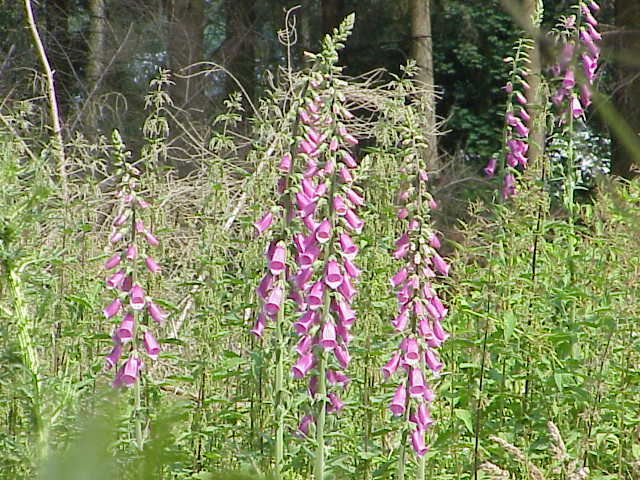
Dedaleira (Digitalis purpurea)

Os cardioglicosídeos ou digitálicos constituem um grupo de fármacos usados no tratamento de doenças do coração, nomeadamente de arritmias e insuficiência cardíacas.
Os digitálicos existem naturalmente em diversos géneros como Digitalis nomeadamente Kalanchoe e uma planta venenosa também conhecida por  dedaleira  (Digitalis purpurea), selvagem na Europa e nomeadamente em Portugal.

## Usos clínicos
Cardioglicosídeos promovem uma queda no número de contrações cardíacas. São usados para corrigir as arritmias por flutter ou fibrilação auricular e arritmias supraventriculares. São contraindicados em síndrome de Wolff-Parkinson-White. São indicados quando os diuréticos e inibidores da enzima de conversão da angiotensina (IECAs) não forem suficientes para controlar a situação, em casos de insuficiência cardíaca crónica.

## Mecanismo de ação
Os digitálicos inibem a bomba de sódio (ou Na+/K+ ATPase) que existe nas membranas das células, sobretudo nos miócitos cardíacos. Apesar dessa proteína existir em todas as células, nas concentrações usadas terapeuticamente, só as células musculares e os neurónios são afetadas significativamente. A atuação dos digitálicos sobre cardiomiócitos envolve transportadores transmembrana importantes, a bomba de sódio/potássio supracitada e o transportador NCX.
Normalmente, a bomba de sódio/potássio atua expulsando 3Na+ para o meio extracelular para cada 2K+ importados para o meio intracelular. Desta forma, a inibição da bomba pelo digitálico bloqueia uma das principais vias de perda de Na+ na célula, levando ao acúmulo de Na+ no meio intracelular. O aumento de Na+ intracelular impacta no funcionamento de outro transportador, o trocador sódio/cálcio (NCX), que, diferente da bomba sódio/potássio, não requer ATP para funcionar. Os trocadores sódio/calcio utilizam a tendência natural do Na+ de entrar na célula para expulsar cálcio intracelular, em um processo denominado antiporte. Esse transporte não gasta ATP, porém depende do gradiente de concentração do sódio. Com o aumento da concentração intracelular de sódio mediante bloqueio da bomba sódio/potássio, a conductibilidade do trocador NCX ao cálcio irá diminuir, uma vez que o gradiente de concentração de sódio também diminuirá. Assim, o cardiomiócito apresenta aumento na retenção de cálcio intracelular, prolongando o potencial de ação e diminuindo o ritmo cardíaco.
A maior quantidade de íon sódio intracelular e a menor concentração de ion potássio alteram a excitabilidade de neurónios no cérebro e dos miócitos do coração.

## Efeitos
- Prolongamento ligeiro do potencial de ação e plateau.
- Redução do ritmo cardíaco, devido à activação dos nucleos do sistema parassimpático do nervo vago no cérebro.
- Força de contracção ventricular aumentada

### Efeitos Adversos
Os digitálicos também alteram a excitabilidade de vários núcleos neuronais e do sistema nervoso intestinal, do que decorrem efeitos secundários:
- Naúsea
- Vômitos
- Diarréia
- Ligeira ginecomastia nos homens.
- Confusão mental, alterações visuais, alucinações (raras)
- Raramente arritmias (batimento cardíacos caóticos): apesar de ser usado para corrigir arritmias por fibrilhação auricular, doses elevadas de digitálicos causam também arritmias por fibrilhação ventricular.

## Interações
Apresentam muitas interações com vários fármacos, como a quinidina e antibióticos.

## Fármacos mais conhecidos do grupo
- Digoxina: existe nos tecidos da planta dedaleira. É a mais utilizada.
- Ouabaína: pouca solubilidade aquosa.
- Digitoxina: alta solubilidade em água.
- Metildigoxina

## História
As infusões de dedaleira sempre foram usadas com algum sucesso na medicina tradicional.
Os seus efeitos farmacológicos no ser humano foram pela primeira vez descritos com exactidão pelo médico e botânico inglês William Withering, no ano de 1775. A partir daí começou a ser usada de forma mais cientifica.